# Shirakaba

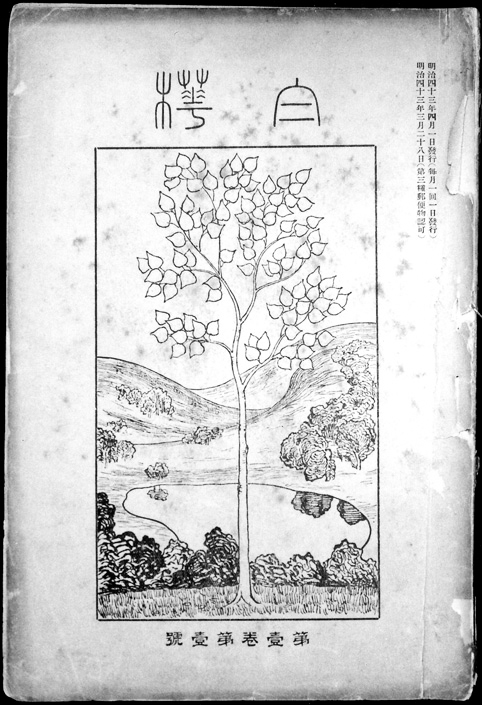
Copertina del primo numero di Shirakaba, del 1910.

Shirakaba (白樺? lett. "Betulla bianca") è una rivista letteraria giapponese, pubblicata a Tokyo tra l'aprile 1910 e il 1923. Nacque come rivista autoprodotta di un gruppo di scrittori e artisti che assunsero in seguito il nome di Shirakaba-ha (白樺派? lett. "Scuola di Shirakaba").

## Storia
Molti dei collaboratori della rivista erano giovani intellettuali di estrazione alto borghese, nati negli anni ottanta del secolo precedente. Ideologicamente e letterariamente propugnavano l'individualismo e l'umanitarismo, spesso mediato dall'esempio di Lev Tolstoj, e politicamente erano di tendenze democratiche. Il gruppo di Shirakaba esercitò una grande influenza sul clima culturale del periodo Taishō, contribuendo in letteratura al superamento del naturalismo e alla nascita del genere, dominante nel primo dopoguerra, dello shishōsetsu ("romanzo dell'io").
Tra i membri del gruppo e i collaboratori della rivista vanno ricordati: Saneatsu Mushanokōji, che ne fu il leader e organizzatore, Naoya Shiga, Takeo Arishima, Ton Satomi, Ikuma Arishima e Rigen Kinoshita. Sul primo numero della rivista comparvero, tra le altre cose, un articolo di Mushanokōji relativo al romanzo Sore kara di Natsume Sōseki, e un racconto di Shiga. In copertina c'era il disegno di una betulla bianca.